# Lego. Obóz koncentracyjny
Lego. Obóz koncentracyjny – instalacja polskiego artysty Zbigniewa Libery wykonana z klocków Lego, przedstawiająca po złożeniu niemiecki nazistowski obóz koncentracyjny. Praca, należąca do nurtu sztuki krytycznej, powstała w 1996 roku. Wystawiono ją po raz pierwszy w Centrum Sztuki Współczesnej w Warszawie. Jest uważana za jedno z najważniejszych dzieł polskiej sztuki współczesnej.

## Historia powstania
Zbigniew Libera planował początkowo zbudowanie sowieckiego gułagu, jednak zmienił koncepcję na nazistowski obóz koncentracyjny, wyjaśniając to następująco: Terror niemiecki był zorganizowany, racjonalny, sowiecki – absolutnie chaotyczny. Moją intencją była refleksja nad racjonalizmem i edukacją. Polski oddział firmy Lego współpracował z artystą przekazując potrzebne klocki; pochodziły one z różnych zestawów (więźniowie to duchy z zestawu Piraci, strażnicy pochodzą z kolei z Posterunku Policji etc.). Stąd też na pudełku widnieje napis This work of Zbigniew Libera has been sponsored by Lego. Niektóre klocki Libera w niewielkim stopniu sam zmodyfikował. Powstały trzy zestawy, w skład każdego z nich wchodzi siedem pudełek o różnych rozmiarach.

## Udział w Biennale w Wenecji
W 1997 roku Libera zgłosił zestaw do udziału w Biennale w Wenecji, jednakże kurator polskiego pawilonu Jan Stanisław Wojciechowski nie dopuścił tej pracy uzasadniając swą decyzję następująco: Strategie wyrazowe artysty nie zmierzają ku pogłębionej refleksji na temat najciemniejszej strony XX wieku ani krytyki podstępnego działania kultury masowej, natomiast zaczynają się niebezpiecznie pokrywać ze strategiami reklamowymi, z grami komercyjnego rynku. Po ogłoszeniu tej decyzji Libera zrezygnował z udziału w Biennale. Jego instalacja nie spotkała się też ze zrozumieniem innych krytyków sztuki, pisano m.in. o wygłupie, nonszalancji, swobodnym traktowaniu bolesnego tematu.

## Dalsze losy instalacji
Po wybuchu skandalu związanego z wystawieniem pracy Libery w Wenecji centrala firmy Lego wniosła pozew przeciwko artyście, który jednak po pewnym czasie wycofano. Jeden zestaw został zakupiony przez nowojorskie Muzeum Żydowskie, drugi trafił do Domu Historii Republiki Federalnej Niemiec w Bonn. Trzeci zestaw należał do norweskiego kolekcjonera; od niego Muzeum Sztuki Nowoczesnej w Warszawie odkupiło instalację pod koniec 2011 roku za sumę 245 tys. zł (55 tys. euro), z czego ponad 153 tys. przekazało Towarzystwo Przyjaciół Sztuki Nowoczesnej (103 tys. zł pochodziło ze zbiórki publicznej, a 50 tys. ze środków własnych organizacji).
Na 1 grudnia 2021 r. zaplanowano pierwszą w Polsce sprzedaż dzieła sztuki w technologii NFT, którym został zdigitalizowany wykrojnik jednego z opakowań zestawu lego sygnowany przez Zbigniewa Liberę.
W 2022 r. tygodnik "Polityka" uznał pracę Lego, obóz koncentracyjny za jedno z dziesięciu najważniejszych dzieł sztuki ostatniego trzydziestolecia.